# 無法無天 (1996年電影)
是一部1996年HBO製作的犯罪電視電影，由勞勃·哈蒙執導。本片主演是亞曼·艾桑提，飾演臭名昭彰的甘比諾犯罪家族老大約翰·高蒂，其他演員還有威廉·佛塞和安東尼·昆。艾桑提憑他的演技獲得了一項艾美獎迷你影集或電視電影最佳男主角獎。艾桑提在同年也被提名一項金球獎。

## 演員
- 亞曼·艾桑提（英语：Armand Assante） 飾 約翰·高蒂
- 威廉·佛塞 飾 薩米·格拉瓦諾
- 安東尼·昆 飾 Aniello Dellacroce（英语：Aniello Dellacroce）
- 樊尚·帕斯托雷 飾 Angelo Ruggiero（英语：Angelo Ruggiero）
- 法蘭克·文森特 飾 羅伯特·迪伯納多（英语：Robert DiBernardo）
- 李察·C·薩拉芬（英语：Richard C. Sarafian） 飾 保羅·卡斯特拉諾（英语：Paul Castellano）
- 多米尼克·查尼斯 飾 約瑟·阿爾蒙內（英语：Joseph Armone）
- 雷蒙·薩拉（英语：Raymond Serra） 飾 法蘭克·洛卡斯（英语：Frank Locascio）
- 托尼·西里科 飾 Joe D'miglia（英语：Leonard DiMaria）
- 阿爾·威克斯曼（英语：Al Waxman） 飾 布魯斯·卡特勒（英语：Bruce Cutler）
- 史考特·考亨（英语：Scott Cohen (actor)） 飾 傑納·高蒂（英语：Gene Gotti）
- 勞勃·米蘭達（英语：Robert Miranda (actor)） 飾 法蘭克·德奇可（英语：Frank DeCicco）
- 馬克·勞倫斯（英语：Marc Lawrence） 飾 卡羅·甘比諾
- 艾伯塔·沃森（英语：Alberta Watson） 飾 維多利亞·高蒂
- Tony De Santis 飾 John Favara（英语：Disappearance of John Favara）
- Gil Filar 飾 Frank Gotti（英语：Disappearance of John Favara）
- 傑瑞·門迪西諾（英语：Gerry Mendicino） 飾 彼得·高蒂（英语：Peter Gotti）
- Yank Azman（英语：Yank Azman） 飾 Judge Nickerson
- Frank Crudele 飾 尼古拉斯·斯科貝塔（英语：Nicholas Scibetta）

## 製作
拍攝取景在加拿大安大略省的多倫多。艾桑提增加了35磅體重來飾演高蒂。

## 外部連結
- 互联网电影数据库（IMDb）上《無法無天》的资料（英文）